# Élections législatives de 1993 en Lot-et-Garonne
Les élections législatives françaises de 1993 se déroulent les 21 et 28 mars 1993. Dans le département de Lot-et-Garonne, trois députés sont à élire dans le cadre de trois circonscriptions.

## Élus
| Circonscription | Député sortant   | Parti | Parti     | Député élu ou réélu | Parti | Parti     |
| --------------- | ---------------- | ----- | --------- | ------------------- | ----- | --------- |
| 1re             | Paul Chollet     |       | UDF (CDS) | Paul Chollet        |       | UDF (CDS) |
| 2e              | Gérard Gouzes    |       | PS        | Georges Richard     |       | RPR       |
| 3e              | Marcel Garrouste |       | PS        | Daniel Soulage      |       | UDF (CDS) |

## Positionnement des partis
Les candidats d'alliance RPR-UDF et divers droite se présentent sous la bannière de l'Union pour la France et ceux du Parti socialiste derrière l'Alliance des Français pour le Progrès. Par ailleurs, Les Verts et Génération écologie s'unissent sous l'étiquette Entente des écologistes.

## Résultats

### Résultats à l'échelle du département
| Parti          | Parti                                 | Premier tour | Premier tour | Second tour | Second tour | Sièges |
| Parti          | Parti                                 | Voix         | %            | Voix        | %           | Sièges |
| -------------- | ------------------------------------- | ------------ | ------------ | ----------- | ----------- | ------ |
|                | Rassemblement pour la République      | 31 897       | 21,18        | 50 887      | 36,24       | 1      |
|                | Union pour la démocratie française    | 30 012       | 19,93        | 48 068      | 34,23       | 2      |
|                | Divers droite                         | 3 059        | 2,03         |             |             | 0      |
|                | Union pour la France                  | 64 968       | 43,14        | 98 955      | 70,47       | 3      |
|                |                                       |              |              |             |             |        |
|                | Parti socialiste                      | 29 366       | 19,50        | 41 470      | 29,53       | 0      |
|                | Alliance des Français pour le progrès | 29 366       | 19,50        | 41 470      | 29,53       | 0      |
|                |                                       |              |              |             |             |        |
|                | Génération écologie                   | 5 652        | 3,75         |             |             | 0      |
|                | Les Verts                             | 4 805        | 3,19         | 0           |             |        |
|                | Entente des écologistes               | 10 457       | 6,94         |             |             | 0      |
|                |                                       |              |              |             |             |        |
|                | Front national                        | 19 603       | 13,02        |             |             | 0      |
|                | Parti communiste français             | 15 791       | 10,49        | 0           |             |        |
|                | Le Trèfle - Les nouveaux écologistes  | 4 847        | 3,22         | 0           |             |        |
|                | Divers                                | 3 104        | 2,06         | 0           |             |        |
|                | Extrême gauche dont LCR et LO         | 2 454        | 1,63         | 0           |             |        |
|                |                                       |              |              |             |             |        |
| Inscrits       | Inscrits                              | 224 945      | 100,00       | 224 930     | 100,00      | 3      |
| Abstentions    | Abstentions                           | 62 591       | 27,83        | 63 042      | 28,03       |        |
| Votants        | Votants                               | 162 354      | 72,17        | 161 888     | 71,97       |        |
| Blancs et nuls | Blancs et nuls                        | 11 764       | 7,25         | 21 463      | 13,26       |        |
| Exprimés       | Exprimés                              | 150 590      | 92,75        | 140 425     | 86,74       |        |

### Résultats par circonscription

#### Première circonscription (Agen - Nérac)
| Candidat       | Candidat                   | Parti          | Premier tour | Premier tour | Second tour | Second tour |  |
| Candidat       | Candidat                   | Parti          | Voix         | %            | Voix        | %           |  |
| -------------- | -------------------------- | -------------- | ------------ | ------------ | ----------- | ----------- |  |
|                | Paul Chollet sortant réélu | UDF (CDS)      | 20 570       | 40,81        | 28 192      | 58,63       |  |
|                | Francis Auradou            | PS (ADFP)      | 9 673        | 19,19        | 19 896      | 41,37       |  |
|                | Eddy Marsan                | FN             | 8 242        | 16,35        |             |             |  |
|                | Hubert Delpont             | PCF            | 5 286        | 10,49        |             |             |  |
|                | Maurice Orenstein          | Les Verts (EÉ) | 4 805        | 9,53         |             |             |  |
|                | Mireille Peyre             | LT-LNÉ         | 1 834        | 3,64         |             |             |  |
|                |                            |                |              |              |             |             |  |
| Inscrits       | Inscrits                   | Inscrits       | 76 607       | 100,00       | 76 598      | 100,00      |  |
| Abstentions    | Abstentions                | Abstentions    | 21 779       | 28,43        | 22 573      | 29,47       |  |
| Votants        | Votants                    | Votants        | 54 828       | 71,57        | 54 025      | 70,53       |  |
| Blancs et nuls | Blancs et nuls             | Blancs et nuls | 4 418        | 8,06         | 5 937       | 10,99       |  |
| Exprimés       | Exprimés                   | Exprimés       | 50 410       | 91,94        | 48 088      | 89,01       |  |

#### Deuxième circonscription (Marmande)
| Candidat       | Candidat              | Parti          | Premier tour | Premier tour | Second tour | Second tour |  |
| Candidat       | Candidat              | Parti          | Voix         | %            | Voix        | %           |  |
| -------------- | --------------------- | -------------- | ------------ | ------------ | ----------- | ----------- |  |
|                | Georges Richard élu   | RPR (UPF)      | 20 288       | 39,21        | 31 172      | 59,1        |  |
|                | Gérard Gouzes sortant | PS (ADFP)      | 12 095       | 23,38        | 21 574      | 40,9        |  |
|                | Jean Querbes          | PCF            | 7 164        | 13,85        |             |             |  |
|                | Guy Bertrand          | FN             | 5 946        | 11,49        |             |             |  |
|                | Philippe Camou        | GÉ (EÉ)        | 3 091        | 5,97         |             |             |  |
|                | Rose-Marie Mathevet   | LT-LNÉ         | 1 662        | 3,21         |             |             |  |
|                | Isabelle Ufferte      | LO             | 1 490        | 2,88         |             |             |  |
|                |                       |                |              |              |             |             |  |
| Inscrits       | Inscrits              | Inscrits       | 75 186       | 100,00       | 75 184      | 100,00      |  |
| Abstentions    | Abstentions           | Abstentions    | 19 109       | 25,42        | 16 829      | 22,38       |  |
| Votants        | Votants               | Votants        | 56 077       | 74,58        | 58 355      | 77,62       |  |
| Blancs et nuls | Blancs et nuls        | Blancs et nuls | 4 341        | 7,74         | 5 609       | 9,61        |  |
| Exprimés       | Exprimés              | Exprimés       | 51 736       | 92,26        | 52 746      | 90,39       |  |

#### Troisième circonscription (Villeneuve-sur-Lot)
| Candidat       | Candidat           | Parti          | Premier tour | Premier tour | Second tour | Second tour |  |
| Candidat       | Candidat           | Parti          | Voix         | %            | Voix        | %           |  |
| -------------- | ------------------ | -------------- | ------------ | ------------ | ----------- | ----------- |  |
|                | Michel Gonelle     | RPR            | 11 609       | 23,96        | 19 715      | 49,8        |  |
|                | Daniel Soulage élu | UDF (CDS)      | 9 442        | 19,49        | 19 876      | 50,2        |  |
|                | Christophe Donon   | PS (ADFP)      | 7 598        | 15,68        |             |             |  |
|                | Martin Peltier     | FN             | 5 415        | 11,18        |             |             |  |
|                | André Garrigue     | PCF            | 3 341        | 6,9          |             |             |  |
|                | Anne Carpentier    | Régionaliste   | 3 104        | 6,41         |             |             |  |
|                | Lydia Dubarry      | GÉ (EÉ)        | 2 561        | 5,29         |             |             |  |
|                | Evelyne Dupuet     | diss. RPR      | 2 425        | 5,01         |             |             |  |
|                | Michel Lesca       | LT-LNÉ         | 1 351        | 2,79         |             |             |  |
|                | Ignace Garay       | LCR            | 964          | 1,99         |             |             |  |
|                | Michel Delbreil    | Divers droite  | 634          | 1,31         |             |             |  |
|                |                    |                |              |              |             |             |  |
| Inscrits       | Inscrits           | Inscrits       | 73 152       | 100,00       | 73 148      | 100,00      |  |
| Abstentions    | Abstentions        | Abstentions    | 21 703       | 29,67        | 23 640      | 32,32       |  |
| Votants        | Votants            | Votants        | 51 449       | 70,33        | 49 508      | 67,68       |  |
| Blancs et nuls | Blancs et nuls     | Blancs et nuls | 3 005        | 5,84         | 9 917       | 20,03       |  |
| Exprimés       | Exprimés           | Exprimés       | 48 444       | 94,16        | 39 591      | 79,97       |  |